# Rosemarie Cordie
Rosemarie Cordie, auch Rosemarie Cordie-Hackenberg, (* Mai 1954) ist eine deutsche Prähistorikerin und Provinzialrömische Archäologin, die sich vor allem mit der römischen Siedlung von Belginum und dem dortigen Gräberfeld befasst hat.

## Leben
Cordie stammt aus Rodt, einem Ortsteil der Gemeinde Zemmer nahe Trier. Sie studierte von 1975 bis 1984 Ur- und Frühgeschichte, Kunstgeschichte und Germanistik an der Universität zu Köln und der Johannes Gutenberg-Universität Mainz. In Mainz wurde sie 1984 promoviert; in ihrer Dissertation untersuchte sie das eisenzeitliche Hügelgräberfeld von Bescheid im Hunsrück.
Im Anschluss an die Promotion arbeitete Rosemarie Cordie zunächst 1984/1985 als Mitarbeiterin der Stadtarchäologie beim Landesdenkmalamt Baden-Württemberg, wo sie die für die Siedlungsgeschichte bedeutsame spätlatènezeitliche Keramik aus Konstanz bearbeitete, aber nicht abschließend publizierte, dann 1986 bis 1994 an der Christian-Albrechts-Universität zu Kiel. Dort untersuchte sie in einem Forschungsprojekt das Gräberfeld von Belginum und arbeitete die Grabungen auf, die dort 1978 bis 1985 stattgefunden hatten. Anschließend wechselte sie wieder an die Universität Mainz, wo sie in einem weiteren Forschungsprojekt die antike Siedlung von Belginum in ihrem archäologischen Umfeld und in ihrer Beziehung zu dem dortigen Gräberfeld erforschte. Ab 1998 hielt sie zudem bis 2007 Lehrveranstaltungen an den Universitäten Leipzig, Mainz und Trier.
Als im Jahr 2000 mit der Planung des neu zu schaffenden Archäologieparks Belginum begonnen wurde, wechselte Cordie als wissenschaftliche Mitarbeiterin der Gemeinde Morbach dorthin und verantwortete die Projektentwicklung des Parks, der 2002 eröffnet wurde. Von 2003 bis zu ihrer Pensionierung 2020 amtierte sie als Leiterin des Archäologieparks. Als diese Position in eine 50-%-Stelle umgewandelt wurde, nahm sie 2013 zusätzlich eine halbe Stelle als wissenschaftliche Mitarbeiterin im Fachbereich Klassische Archäologie der Universität Trier an.
Cordie ist verheiratet und hat eine Tochter.

## Schriften
- mit Alfred Haffner: Das keltisch-römische Gräberfeld von Wederath-Belginum. Teil 4: Gräber 1261–1817, ausgegraben 1978–1980. Philipp von Zabern, Mainz 1991, ISBN 3-8053-1207-5.
- Das eisenzeitliche Hügelgräberfeld von Bescheid, Kreis Trier-Saarburg (= Trierer Zeitschrift. Beiheft 17). Rheinisches Landesmuseum, Trier 1993, ISBN 3-923319-21-5.
- mit Alfred Haffner: Das keltisch-römische Gräberfeld von Wederath-Belginum. Teil 5: Gräber 1818–2472, ausgegraben 1978, 1981–1985. Mit Nachträgen zu Band 1–4. Philipp von Zabern, Mainz 1997, ISBN 3-8053-2016-7.
- als Herausgeberin: Archäologiepark Belginum. Philipp von Zabern, Mainz 2004, ISBN 3-8053-3328-5.
- als Herausgeberin: Belginum. 50 Jahre Ausgrabungen und Forschungen (= Schriften des Archäologieparks Belginum. Nummer 5 / Schriftenreihe des Rheinischen Landesmuseums Trier. Nummer 33). Philipp von Zabern, Mainz 2007, ISBN 978-3-8053-3735-9.